# Louis Lefèvre d'Ormesson de Noyseau
Anne Louis François de Paule Lefèvre d'Ormesson de Noyseau (dit Monsieur de Noiseau), né le 26 février 1753 à Paris et mort guillotiné dans cette ville le 20 avril 1794, était un bibliothécaire, helléniste et député français.

## Biographie
Fils de Louis Lefèvre d'Ormesson (1718-1789), premier président au parlement de Paris et exilé à Orly lors de la réforme Maupeou, Louis entra au même parlement comme conseiller (6 septembre 1770) jusqu'à sa dissolution en 1771, puis devint président à mortier le 15 mars 1779, reprenant ainsi la charge de son père. Élu, le 7 mai 1789, député de la noblesse pour Paris-Hors-les-Murs (du 7 mai 1789 au 30 septembre 1791) aux états-généraux par la prévôté et vicomté de Paris, avec 113 voix (sur 200 votants), il fit partie du comité ecclésiastique, accompagna le roi à Paris le 6 octobre 1789, se montra partisan du vote par tête, hostile à l'abolition des droits féodaux, et signa les protestations des 12 et 15 septembre 1791 contre les actes de l'Assemblée constituante. 
Il avait succédé à Lenoir, en 1789, comme maître de la Librairie à la Bibliothèque du Roi jusqu’en août 1792, et était depuis cette même année membre de l'Académie des Inscriptions, en qualité d'helléniste distingué, et de la commission des monuments publics. 
Il fut arrêté en décembre 1793 comme royaliste avec Bochard de Saron, traduit devant le Tribunal révolutionnaire, et condamné à mort, pour avoir signé une protestation contre la suppression des parlements, protestation qui fut trouvée dans les papiers de  Lepeletier de Rosambo, quand il fut arrêté avec toute sa famille au château de Malesherbes, chez Chrétien Guillaume de Lamoignon de Malesherbes, l'un des avocats de Louis XVI. Lefèvre d'Ormesson fut exécuté avec vingt et un autres magistrats des anciens parlements de Paris et de Toulouse, le 1er floréal an II.
Il épousa Anne-Louise-Reine-Jeanne Lyon Baillon en 1779 (sans postérité).